# نبيل حيماني
نبيل حيماني لاعب كرة قدم جزائري من مواليد 1 سبتمبر 1979 في بوغني تيزي وزو , لعب مع نادي وفاق سطيف الجزائري، وقد نال لقب هداف الدوري الجزائري لموسم 2007/2008 مع نادي شبيبة القبائل.
توفي يوم 12-06-2014 اثر سقوطه من عمارة

## المسيرة الكروية
- 2004-2005 مع نادي أولمبي العناصر  الجزائر
- 2005-2008 مع نادي شبيبة القبائل  الجزائر
- 2008-.... مع نادي وفاق سطيف  الجزائر

بالإضافة إلى هذا يلعب حيماني للمنتخب الجزائري

## روابط خارجية
- نبيل حيماني على موقع قاعدة بيانات كرة القدم.إي يو (الإنجليزية)
- نبيل حيماني على موقع ناشيونال فوتبول تيمز (الإنجليزية)
- نبيل حيماني على موقع Soccerway.com (الإنجليزية)